# Mulher (telessérie)
Mulher é uma série de televisão brasileira de drama médico produzida e exibida pela TV Globo de 1 de abril de 1998 a 7 de dezembro de 1999, em 62 episódios divididos em duas temporadas. 
Uma ideia original de Boni, criada por Daniel Filho, Antônio Calmon, e Elizabeth Jhin, trazendo roteiros deles em conjunto com Euclydes Marinho, Alvaro Ramos, Doc Comparato, Maria Helena Nascimento, Flávia Lins e Silva, Lynn Mamet, Maria Adelaide Amaral, Geraldo Carneiro, Ana Maria Moretzsohn, Rosane Lima, Jorge Durán, Adriana Falcão, Gloria Perez, Graziella Moraes e Leandra Pires, coordenação de texto de Antonio Calmon e Alvaro Ramos, consultoria e colaboração de Lynn Mamet, com direção de Cininha de Paula, José Alvarenga Júnior, Mário Márcio Bandarra, José Carlos Pieri e Ricardo Favilla, sob a supervisão e direção geral de Daniel Filho.
Trouxe como protagonistas Eva Wilma e Patricia Pillar no papel de duas médicas especializadas no atendimento da mulher.

## Enredo
O seriado mostrava o cotidiano de uma clínica especializada em atendimento a mulheres, a Machado de Alencar, desde casos comuns como gestação e o tratamento do câncer, até outros mais graves como violência doméstica, doenças sexualmente transmissíveis e casos raros de doenças. Martha (Eva Wilma) é a principal médica da clínica, uma das primeiras mulheres obstetras do Brasil, que tem que ponderar entre o ético e o salvar vidas. Ela convida para se juntar à ela Cristina (Patrícia Pilar), uma médica jovem e talentosa, embora insegura em algumas situações. Na clínica ainda trabalham os enfermeiros Telma (Lúcia Alves) e Amaury (Paulo Barbosa), a recepcionista Noelza (Karla Muga), o dono e administrador da clínica Afrânio (Cássio Gabus Mendes), o médico Samuel (Nildo Parente), além do taxista Nilo (Ricardo Pavão), que tem um ponto em frente ao local. 
Além do amor pela medicina, as duas médicas compartilham também a mesma vida pessoal caótica e deixada de lado em prol às suas profissões, o que arruinou as relações familiares de ambas. Martha vive um casamento fracassado com Otávio (Carlos Zara) e tem uma péssima relação com o filho, Carlos (Maurício Mattar), a quem mal viu crescer devido ao trabalho – e que acaba falecendo na primeira temporada. Já Cristina nunca teve tempo para constituir família, vivendo com a melhor amiga Shirley (Carla Daniel) e conciliando a profissão com a tentativa de ter vida social. Na segunda temporada passam a fazer parte os interesses românticos de Shirley e Cris respectivamente: André (Eduardo Galvão) e o médico João Pedro (Alexandre Borges).

## Elenco
| Ator/Atriz          | Personagem              | Temporadas | Temporadas |
| Ator/Atriz          | Personagem              | 1ª 1998    | 2ª 1999    |
| ------------------- | ----------------------- | ---------- | ---------- |
| Eva Wilma           | Drª. Marta Corrêa Lopes |            |            |
| Patrícia Pillar     | Drª. Cristina Brandão   |            |            |
| Cássio Gabus Mendes | Afrânio Villa Verde     |            |            |
| Nildo Parente       | Dr. Samuel Guimarães    |            |            |
| Lúcia Alves         | Enfª. Telma Fonseca     |            |            |
| Paulo Barbosa       | Enf. Amaury Molina      |            |            |
| Ricardo Pavão       | Nilo                    |            |            |
| Carla Daniel        | Drª. Shirley Castelo    |            |            |
| Mônica Torres       | Anair                   |            |            |
| Karla Muga          | Noelza                  |            |            |
| Maurício Mattar     | Carlos Corrêa Lopes     |            |            |
| Carlos Zara         | Otávio Corrêa Lopes     |            |            |
| Eduardo Galvão      | André Maia              |            |            |
| Alexandre Borges    | Dr. João Pedro Neves    |            |            |

### Participações especiais
| Ator/Atriz               | Personagem                |
| ------------------------ | ------------------------- |
| Renée de Vielmond        | Sônia                     |
| Marcelo Serrado          | Nando                     |
| Eliane Giardini          | Anita                     |
| Tuca Andrada             | Miguel                    |
| Malu Mader               | Marília                   |
| Leonardo Brício          | Sidney                    |
| Paulo Goulart            | César                     |
| Paulo Betti              | Duda                      |
| Nívea Maria              | Suzana                    |
| Letícia Sabatella        | Lena                      |
| Isabela Garcia           | Helena                    |
| Dennis Carvalho          | Ernani                    |
| Cláudia Abreu            | Deficiente visual         |
| Taumaturgo Ferreira      | Fred                      |
| Adriana Esteves          | Liliana                   |
| Taís Araújo              | Dalila                    |
| Elisa Lucinda            | Dona Helena               |
| Natália Lage             | Tetê / Soninha            |
| Ângelo Paes Leme         | Rodolfo                   |
| Maria Isabel de Lizandra | Guiomar                   |
| Cristina Mullins         | Adélia                    |
| Luciana Braga            | Carol                     |
| Mauro Mendonça           | Estevão                   |
| Xuxa Lopes               | Luci                      |
| Othon Bastos             | Marido de Telma           |
| Victor Fasano            | Gustavo                   |
| Daniela Escobar          | Laura                     |
| Laura Cardoso            | Dona Leda                 |
| Vera Holtz               | Luiza                     |
| Ana Paula Arósio         | Luli                      |
| Mayara Magri             | Regina                    |
| Adriano Reys             | Pedro                     |
| Roberta Gualda           | Mari                      |
| Alessandra Aguiar        | Claudinha                 |
| Aldri Anunciação         | Rubinho                   |
| Gabriel Braga Nunes      | Diego                     |
| Denise Fraga             | Irmã Madalena             |
| Júlia Lemmertz           | Joelma                    |
| Denise Dumont            | Úrsula                    |
| Helena Ranaldi           | Marília                   |
| Tony Ramos               | Rezende                   |
| Paloma Duarte            | Maria Alice               |
| Selton Mello             | Zeca                      |
| Eva Todor                | Quitéria                  |
| Alexandra Marzo          | Zilá                      |
| Betty Gofman             | Débora                    |
| Cristiana Oliveira       | Luciana                   |
| Edney Giovenazzi         | Rodolfo                   |
| Miriam Freeland          | Kátia / Vera              |
| Solange Couto            | Odete                     |
| Daniel Dantas            | Rubens                    |
| José Mayer               | Felipe                    |
| Mariza Marchetti         | Natália                   |
| Cláudio Lins             | Beto                      |
| Maria Ribeiro            | Paula                     |
| José de Abreu            | Ronaldo / Homero          |
| Carlos Vereza            | Ernesto                   |
| Cristina Prochaska       | Adélia                    |
| Sandra Barsotti          | Clara                     |
| Cláudia Ohana            | Graça                     |
| Caco Monteiro            | Edilson                   |
| Maitê Proença            | Helena                    |
| Francisco Cuoco          | Paulo                     |
| Arlete Salles            | Virgínia                  |
| Beatriz Segall           | Domitila                  |
| Ana Beatriz Nogueira     | Dulce                     |
| Patrícia França          | Elizete                   |
| Letícia Spiller          | Mariana                   |
| Marcello Novaes          | Jaime                     |
| Louise Cardoso           | Judite                    |
| Tato Gabus Mendes        | Gustavo                   |
| Tereza Seiblitz          | Graça                     |
| Jackson Antunes          | Jorge                     |
| José Wilker              | Rodrigo                   |
| Osmar Prado              | Osvaldo                   |
| Stênio Garcia            | Rosas                     |
| Elizabeth Savala         | Márcia                    |
| Cláudio Marzo            | Luiz                      |
| Tássia Camargo           | Valdirene                 |
| Carla Marins             | Fernanda / Drª Marli      |
| Beth Goulart             | Ana / Anita               |
| Leandra Leal             | Stela / Lilian            |
| Thiago Lacerda           | marido de Stela           |
| Cláudio Heinrich         | Rico                      |
| Maria Maya               | Bel                       |
| Danton Mello             | Carlinhos                 |
| Fernanda Rodrigues       | Celinha                   |
| Milton Gonçalves         | Olímpio                   |
| Márcio Garcia            | Edu                       |
| Cristina Mutarelli       | Camila                    |
| Tetê Medina              | Isabel                    |
| Marcos Frota             | Jonas                     |
| Drica Moraes             | Zilda                     |
| Leonardo Villar          | Frei Sílvio               |
| Cláudia Raia             | Eleonora                  |
| Anna Cotrim              | Cidinha                   |
| Jonas Bloch              | Breno                     |
| Zezé Polessa             | Luci / Sofia              |
| Marília Pêra             | Catarina                  |
| Paulo José               | Antunes                   |
| Carolina Ferraz          | Drª Selma                 |
| Stella Maria Rodrigues   | Rita                      |
| Christiana Guinle        | Iolanda                   |
| Danielle Winits          | Marina                    |
| Rodrigo Santoro          | namorado de Luli          |
| Paulo Gorgulho           | Álvaro                    |
| Pedro Vasconcelos        | Vitor                     |
| Vera Fischer             | Geiza                     |
| Christiane Torloni       | Sulamita / Carmem         |
| Giulia Gam               | Eurídice                  |
| Natália do Vale          | Ivone                     |
| Pedro Brício             | Gustavo                   |
| Flávia Alessandra        | Liza Loyola               |
| Marcos Paulo             | Gustavo                   |
| Antônio Calloni          | Francisco                 |
| Maria Luísa Mendonça     | Camila                    |
| Renata Sorrah            | Frida                     |
| Luana Piovani            | Patrícia                  |
| Caio Junqueira           | Bernardo                  |
| Cléa Simões              | Rosinha                   |
| Gianfrancesco Guarnieri  | Sérgio                    |
| Bianca Byington          | Maria Pia                 |
| Walderez de Barros       | Maria Eugênia             |
| Joana Fomm               | Janete                    |
| Licurgo Spinola          | marido de Leila           |
| Isabel Fillardis         |                           |
| Lília Cabral             | Carmem                    |
| Bruno Gagliasso          | Léo                       |
| Flávio Galvão            | Ivan / Bruno              |
| Fábio Junqueira          | Wagner Augusto            |
| Cissa Guimarães          | Kátia                     |
| Raul Cortez              | Raimundo                  |
| Yoná Magalhães           | Dona Lara                 |
| Mariana Lima             | Leila                     |
| Anselmo Vasconcelos      | pai bêbado de Elizete     |
| Maria Cristina Gatti     | mulher vizinha de Elizete |
| Nicette Bruno            | Diná                      |
| Eloísa Mafalda           | Zilda                     |
| Carolina Dieckmann       | Ruth                      |
| Murilo Benício           | Rafael                    |
| Débora Falabella         | Ana                       |
| Breno Moroni             |                           |
| Nuno Leal Maia           | Gonçalves                 |
| Susana Werner            | Marcela Maciel            |
| Jacqueline Laurence      | Suzana                    |
| Cássia Kis               | Tereza                    |
| Gracindo Júnior          | Manoel                    |
| Renato Scarpin           | Edgar                     |

## Produção
Foi pioneiro no Brasil por utilizar câmeras de cinema, com gravação em película e pelo processo de filmagem diferente do utilizado em televisão. O último episódio da série, em 1999, foi gravado com câmeras de televisão de alta definição (HDTV). Todos os cenários fixos, como a clínica e os apartamentos dos personagens foram reproduzidos nos estúdios da Cinédia, no Rio de Janeiro.

## Exibição

### Exibição internacional
O seriado foi exibido em vários países, como Canadá, Cuba, Eslovênia, França, Portugal, Rússia, Venezuela e China. A Escrava Isaura foi a primeira e única novela brasileira comprada pelos chineses. Só que o país mais populoso do mundo quebrou o jejum e adquiriu o seriado “Mulher”. O acordo, que demorou cinco anos para ser fechado, foi feito com a rede estatal chinesa CCTV, que exibe apenas programas de ficção de outros países.

### Reprises
Foi reexibida na íntegra pelo Viva em 2010, sendo inclusive a atração que inaugurou o canal, e novamente entre 14 de maio de 2014 e 15 de agosto de 2015. Foi reexibida pela terceira vez no mesmo canal de 6 a 27 de março de 2021, mas apenas durante os sábados do mês de março em ocasião ao Mês da Mulher com quatro episódios marcantes da série.

### Outras mídias
Foi lançado o DVD em 2007 com 19 episódios da série pela Globo Marcas.

Em 04 de março de 2024, foi disponibilizada na íntegra pelo Globoplay, como parte do Projeto Resgate.

## Trilha sonora
CD 1998:
- Paulinho da Viola — Alento
- Exaltasamba — Amor e Amizade
- Beth Carvalho e Belô Velloso — Desde Que o Samba é Samba
- Luiz Melodia — Ébano
- Maria Bethania — Fala Baixinho
- Martinho da Vila — Minha e Tua
- Emilio Santiago — Mulher
- Olivia Byington — Não Quero Mais
- Caetano Veloso — Passistas
- Terra Samba — Pirraça Que Eu Gosto
- Só Pra Contrariar — Quando é Amor
- Jacob do Bandolim — Retrato a Pixinguinha
- Negritude Junior — Saudade e Solidão
- Carla Daniel — Senhora Liberdade

CD 1999:
- Ney Matogrosso — Novamente
- Chico Buarque — Injuriado
- Milton Nascimento — Aqueles Olhos Verdes
- Zélia Duncan — Código de Acesso
- Gonzaguinha — Ser, Fazer e Acontecer
- Barão Vermelho — Quando Você Não Está Por Perto
- Claudio Lins — Falso
- Marina Lima — Algo Me Pegou
- Carlinhos Brown — Busy Man
- Zé Renato — Psiquiatra
- Verônica Sabino — Lágrimas e Chuva
- Emilio Santiago — Mulher